# Ljungby sogn, Halland
Ljungby sogn i Halland var en del af Faurås herred. Ljungby distrikt dækker det samme område og er en del af Falkenbergs kommun. Sognets areal var 54,37 kvadratkilometer, heraf land 53,47. I 2020 havde distriktet 1.081 indbyggere. Byerne Ljungby og Bergagård og en del af byen Ætrafors ligger i sognet.
Navnet (1267-1333 Lyungby) stemmer fra lyng og by. Hellerup, en gods, der er erklæret byggnadsminne, ligger i sognet såvel som Hællarps naturreservat.